# The Film
Pour les articles homonymes, voir The Film (homonymie).
The Film est un groupe de rock français, originaire de Reims, en Champagne. Il est formé par Guillaume Brière et Benjamin Lebeau.

## Biographie
Brière et Lebeau sont originaires de Reims, avant de former The Film, le duo s'est intéressé aux musiques électroniques et a collaboré sur de nombreux projets durant les années 1990. Ils explorent le drum and bass sous le pseudonyme de Time Stretcher, puis réalisent des remixes pour entre autres Minus 8 et Autour de Lucie sous le nom de Benja & Fatalis. Le duo participe également à l'album Almaviva du collectif Zimpalaoù ils ont rencontré le saxophoniste du groupe Gilles Bordonneau à Bordeaux.
Le premier album de The Film, sur lequel dix des onze titres sont chantés en anglais, sort en janvier 2005. Le single Can You Touch Me est choisi pour illustrer la publicité pour la Peugeot 407, il est également inclus dans la bande son du jeu vidéo FIFA 2006 de EA Games. Durant l'été 2005, The Film s'est notamment produit lors du festival Rock en Seine, lors du 2e festival Fnac-Indétendances dans le cadre de Paris Plages et à l'Octopus festival de Nivelles. En avril 2007, le groupe se rend au Brésil et participe au festival Abril Pro Rock. En 2008, le groupe quitte le rock pour former The Shoes, groupe de synthpop, qui lance sa carrière au Royaume-Uni et au Japon.
En 2011, The Shoes leur chanson Time to Dance est utilisée pour la publicité télévisée de la Peugeot 107 gamme sportium.

## Discographie

### Album studio
- 2005 : The Film (Atmosphériques / Universal)